# Technologija
Technologija (russisch Технология) ist eine russisch-sowjetische Synthiepop-Band.

## Geschichte
Sie gehörte in den 1990er Jahren zu den modernen russischen Bands, ähnlich wie beispielsweise Na-Na oder Car-Man.
Technologija setzte für ihre elektronische Musik auf den neuen Trend (Synthesizer, Sampler, Computer) und feierte ihre Popularität Anfang der 1990er.
Ihr bekanntester Hit war Click on the Button (Najmi Na Knopku). Deren Musikstil, sowie das Bild der Band ähnelt der britischen Synth-Rock-Band Depeche Mode, die in der UdSSR/Russland ebenfalls beliebt war (u. a. Lederjacken oder die leidenschaftlich-romantischen Stimmen der Sänger Vladimir und Roman).

## Diskografie
Alben
- 1991: Vsyo, chto ty khochesh (dt. „Alles, was du willst“)
- 1992: Mne ne nushna informazija (dt. „Ich brauche keine Information“)
- 1993: Rano ili Pozdno (dt. „Früher oder später“)
- 1994: Nashmi na knopku (dt. „Drück auf den Knopf“)
- 1996: Eto Voyna (dt. „Das ist der Krieg“)
- 1997: Remixi (Remix-Album)
- 2009: Nositel Idey (dt. „Der Ideenträger“)
- 2009: Latex E.P.

Bekannte Hits und Videos
- 1991: Nashmi na knopku (dt. „Drück auf den Knopf“)
- 1991: Strannye tantsy (dt. „Seltsame Tänze“)
- 1991: Kholodny sled (dt. „Kalter Fußabdruck“)
- 1991: Pesni ne o chyom (dt. „Lieder über nichts“)
- 1991: Shutnik (dt. „Spaßmacher“)
- 1992: Strannye tantsy (Remix)
- 2009: Nositel Idey (dt. „Der Ideenträger“)